# Залізнична лінія Дебрецен — Сигіт
Залізниця Дебрецен–Сигіт-Мармацієй — залізниця в Угорщині, Румунії та Україні. Пролягає на північному сході Великої Угорської рівнини і в долині річки Тиса.

## Історія
Під час будівництва лінії регіон був територією Угорщини у складі двоєдиної монархії Габсбургів.
У 1857 році залізничну лінію від Сольнока до Дебрецена відкрила Тиська залізниця. У ході розвитку транспортних технологій в Угорщині, після Австро-Угорського компромісу в 1867 році, угорський уряд також хотів, щоб периферійні райони країни отримали залізничні лінії; Ці регіони також містили округи Сатмар і Мармарош.
У 1868 році уряд Угорщини надав концесію на будівництво лінії від Дебрецена через Сатмарнеметі (нині Сату-Маре) до Марамароссігет (нині Сігету-Мармація) консорціуму під керівництвом німецько-єврейського підприємця Бетел Генрі Строусберга. Воно швидко почало роботу. У 1870 році Строусберг мав можливість продати концесію з прибутком банківській групі під керівництвом Union Bank у Відні.
Лінію відкривали декількома чергами із заходу на схід:
- Дебрецен — Надькарой (сьогодні Карей) 5 червня 1871 р.
- Надькарой – Сатмар (сьогодні Сату-Маре) 25 вересня 1871 р.
- Сатмар – Буштина (нині Буштино) 16 червня 1872 р.
- Буштина – Марамарош-Сигіт (сьогодні Сигіт-Мармація) 4 грудня 1872 р.[1]

Приватна залізнична компанія Угорської Північно-Східної залізниці взяла на себе роботу, ключовим членом (і заступником директора до 1875 року) був пізніший прем'єр-міністр Угорщини Кальман Тиса.
У 1890 році Угорська Північно-Східна залізниця та разом з нею описаний тут маршрут були націоналізовані та передані державній залізничній компанії MÁV.
Під час Першої світової війни залізнична колія мала велике стратегічне значення, оскільки по ній проходили через Карпати численні військові транспорти на Східний фронт.

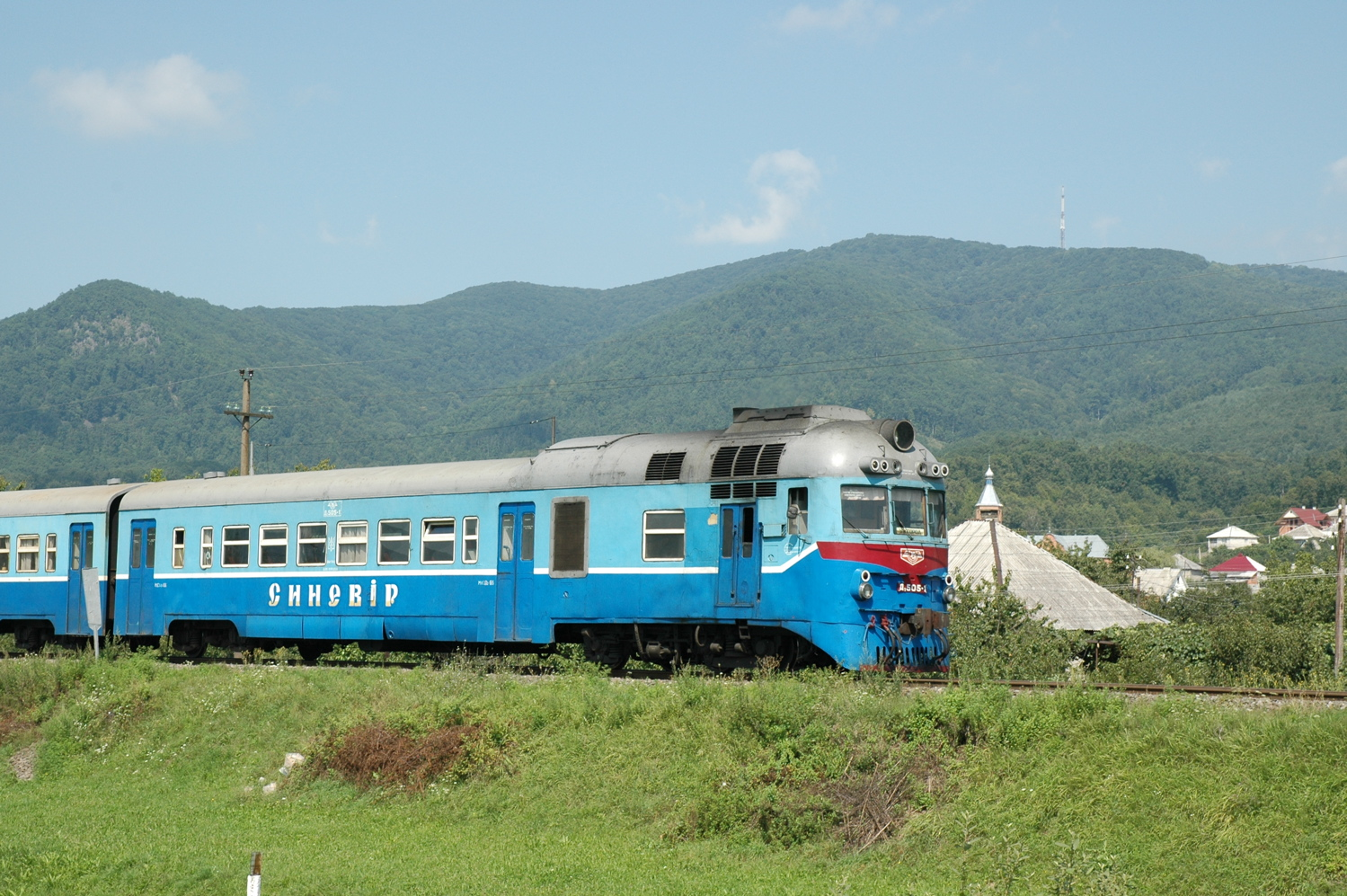
Український дизель під Хустом (2006)

У наступні десятиліття маршрут пережив насичену подіями історію через часті перегляди кордонів. По-перше, Австро-Угорська держава розпалася наприкінці Першої світової війни. Залізнична колія поділялася на чотири: західну — т. з. ч. дистанція від Дебрецена до Ньїрабрані — залишилася за Угорщиною, дистанція від Карея до Халмеу дісталася Румунії. Потім маршрут увійшов на територію Чехословаччини біля Дякового, щоб повернутися до Румунії між Тересвою та Кимпулунг-ла-Тіса.
Згідно рішень першого Віденського арбітражу 1938 року Угорщина отримала від Чехословаччини Карпатську Україну. Залізниця тричі перетинала угорсько-румунський кордон. У 1940 році Румунія мала взяти участь у другому Віденському арбітражному рішенні та передати регіон навколо Сату-Маре та його частину Марамороша Угорщині, так що вся залізнична лінія повернулася під контроль Угорщини на кілька років. Після закінчення Другої світової війни держави-переможниці відновили кордони до 1938 року — з тією різницею, що цього разу Карпатська Україна відійшла вже не до Чехословаччини, а до Радянського Союзу.
Радянська державна залізнична компанія РЗД побудувала на своїй території колії від стандартної до широкої колії (1520 р. мм) навколо. Це також вплинуло на дистанцію між Кимпулунг-ла-Тіса та Сігету-Мармацією, яка на той час не мала сполучення з рештою румунської залізничної мережі. Ситуація змінилася в 1949 році з будівництвом залізниці Сальва–Вішеу-де-Жос, але лише на початку 1990-х років між Кимпулунг-ла-Тіса та Сігету-Мармацієй була побудована чотирирейкова колія на 1520 рік. мм і 1435 мм. Дистанція від Порумбешть до Королево також має чотири колії; Тут і далі до Чопа на українсько-словацькому кордоні потяги також можуть курсувати стандартною колією. У Порумбешті є пункт зміни колії.
З розпадом Радянського Союзу в 1991 році колишня радянська частина залізничної лінії відійшла до України і обслуговується державною залізничною компанією «Укрзалізниця».

## Сьогоднішня ситуація

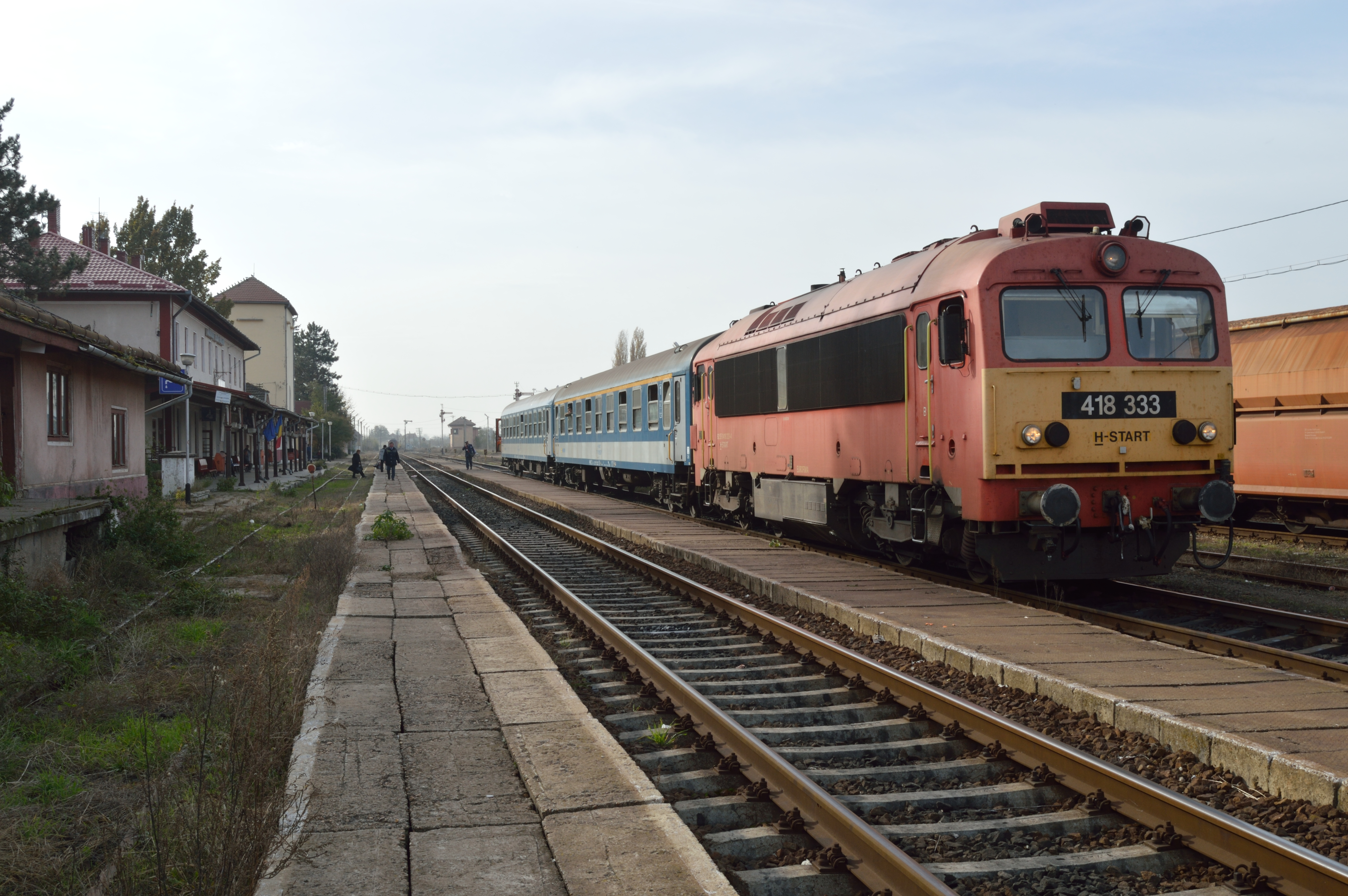
Пасажирський поїзд MÁV з Дебрецена на прикордонній станції Valea lui Mihai (2014)

Маршрут одноколійний і не електрифікований. На угорській дистанції від Дебрецена до Ньїрабрань щодня курсує близько десяти пасажирських поїздів у кожному напрямку, три з яких продовжують транскордонне сполучення до Румунії. Румунські дистанціїи від Карей до Сату-Маре та від Сату-Маре до Халмеу щодня обслуговуються приблизно від семи до десяти пасажирських поїздів (переважно місцевого сполучення) у кожному напрямку. На відміну від цього, у 2022 році не було пасажиропотоку в транскордонному сполученні від Халмеу до Ньюетленфолу та від Тересви до Кампулунг-ла-Тіса, хоча його відновлення обговорюється. В Україні є лише кілька пасажирських поїздів між Неветленфолу та Королево; відтчнок від Королево до Тересви трохи відвідуваніший.